# 阿斯莱·冈萨雷斯
阿斯莱·冈萨雷斯（西班牙語：Asley González，1989年9月5日—），古巴、罗马尼亚男子柔道运动员。他曾代表古巴参加2008年、2012年和2016年夏季奥林匹克运动会柔道比赛，其中2012年奥运会获得一枚银牌。